# Willa Grünfelda

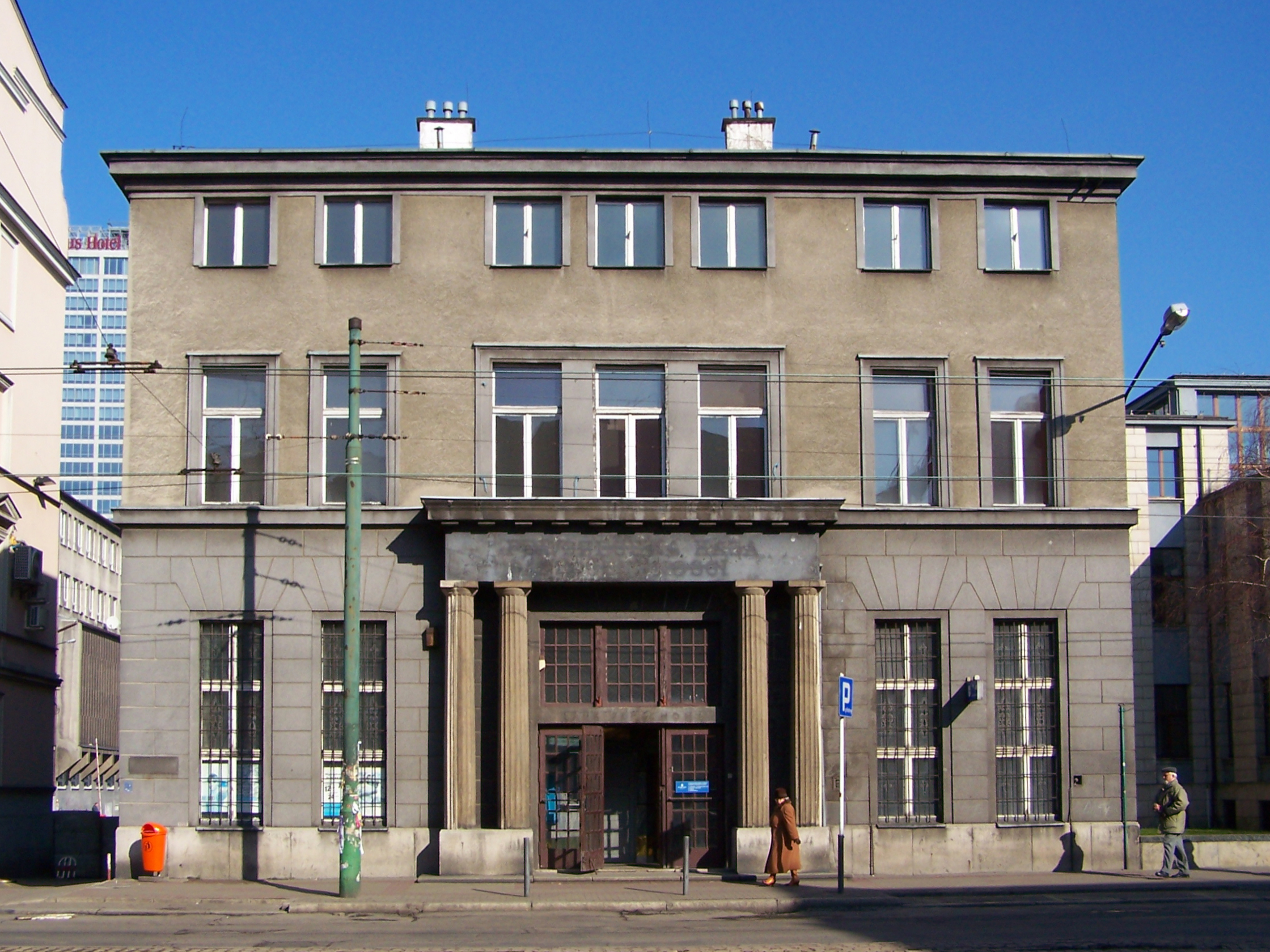
Dawna willa w 2007

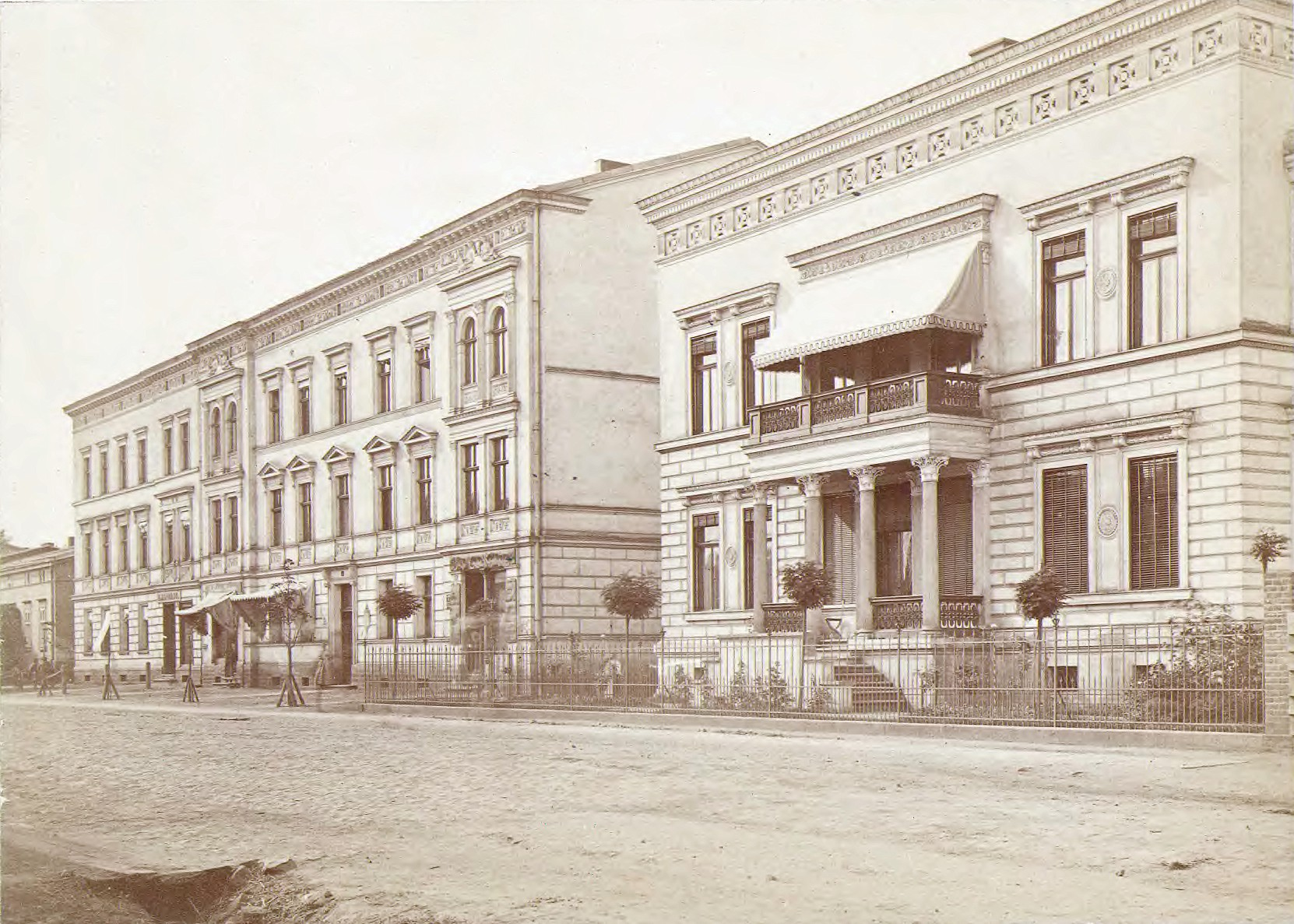
Willa Ignatza Grünfelda (pierwsza po prawej) około 1872

Willa Grünfelda − dawna willa mieszkalna przy ul. Warszawskiej 12 w Katowicach, w dzielnicy Śródmieście.
Obiekt wybudowano w 1870 według projektu Ignatza Grünfelda w stylu modernizmu/neoklasycyzmu jako jego dom własny. Budynek nawiązuje do rezydencjonalnego budownictwa berlińskiego. Obiekt przed II wojną światową zaadaptowano na potrzeby siedziby banku. W 2008 przeprowadzono jego remont. Wymieniono stolarkę okienną, drzwi i inne elementy.
W dwudziestoleciu międzywojennym funkcjonował tu oddział Deutsche Bank und Disconto-Gesellschaft oraz Dresdner Bank. 4 września 1939 z tego budynku członkowie niemieckiego Freikorpsu ostrzeliwali żołnierzy wycofującej się z Katowic ostatniej jednostki Wojska Polskiego, dowodzonej przez kpt. Taczaka.  
W latach 2008−2012 mieściła się tu filia Allianz Bank Polska. 
Obok budynku, przy ul. Warszawskiej 14, mieści się obiekt dawnego Państwowego Banku Rolnego (na miejscu innej dawnej willi Hugo Grünfelda z 1900); w 1938 roku dokonano gruntownej przebudowy willi na potrzeby banku według projektu architekta Mariana Lelewicza, w stylu zbliżonym do modernizmu o formach funkcjonalizmu. Budynek jest wpisany do gminnej ewidencji zabytków.